# Conocephalus caudatus
Conocephalus caudatus är en insektsart som beskrevs av Bei-bienko 1954. Conocephalus caudatus ingår i släktet Conocephalus och familjen vårtbitare. Inga underarter finns listade i Catalogue of Life.